# Steve Rothery
Steven Rothery (25 de novembre de 1959) és un músic anglès. És el guitarrista original i el membre més antic de Marillion. Fora d'aquest grup, Rothery ha enregistrat dos àlbums amb el duo the Wishing Tree i un àlbum instrumental en solitari, The Ghosts of Pripyat, publicat al Setembre de 2014. També va fundar al 2011 la British Guitar Academy.

## Biografia
Rothery va néixer a Brampton, South Yorkshire, Anglaterra, i va viure des dels sis anys a Whitby (North Yorkshire). Va començar a tocar la guitarra als 15 anys. En una entrevista pel Johnnie Walker's Sounds of the Seventies a la BBC Radio 2 al 2013, Rothery va revelar que els seus gustos musicals sempre diferien dels dels seus amics, que s'inclinaven pel punk rock mentre ell preferia el Rock progressiu, que havia comengut mitjançant el programa de l'Alan Freeman a la BBC Radio 1.

### Marillion
Al 1979, va veure un anunci a la premsa musical d'una banda anomenada Silmarillion conforme necessitaven un guitarrista. Va fer una audició amb èxit per la banda el 19 d'agost del 1979). A partir d'aquell moment es va concentrar més en la melodia, la composició i l'humor en la seva interpretació i menys en la seva tècnica. Més tard, Silmarillion va retallar el seu nom i va passar a dir-se Marillion.

### Fora de Marillion

#### The Wishing Tree
Mentre treballava amb Marillion, Rothery va començar un projecte en solitari amb el nom de the Wishing Tree (amb la Hannah Stobart com a cantant), i va publicar dos àlbums anomenats Carnival of Souls (1996) i Ostara (2009).

#### LaBritish Guitar Academy
Al 2011, Rothery va fundar la British Guitar Academy "per a reunir alguns dels millors guitarristes britànics i transmetre els seus coneixements i experiències àmpliament guanyats a un públic més ampli a través d'una sèrie de tallers i classes magistrals. L'objectiu és concentrar-se no només en la tècnica, sinó també en la creativitat i la individualitat."

#### Àlbum en solitariThe Ghosts of Pripyat(2014)
Rothery es va aproximar a la EMI tper a fer un àlbum en solitari durant la gravació dels disc de Marillion Misplaced Childhood (1985) i a Miles Copeland mentre Marillion estava gravant el Brave en un castell seu a França al 1994; però enlloc d'això finalment es va decidir juntar-se amb la Hannah Stobart i formar The Wishing.
Al 25 de novembre de 2013 Rothery va anunciar que estava treballant en un disc en solitari que es titularia The Ghosts of Pripyat i que estava previst publicar-se cap al Setembre de 2014. La producció de l'àlbum va estar finançada via crowdfunding mitjançant la plataforma Kickstarter i ràpidament va assolir el doble del seu objectiu el 17 de Decembre. La idea de l'àlbum va sorgir mentre Rothery estava assajant per al festival anual de guitarra de Plòvdiv, Bulgària, l'Octubre de 2013, amb una banda que incloïa a Dave Foster (de Mr. So & So), al bateria Leon Parr (de Mosque), i al baixista Yatim Halimi (de Panic Room). Una gravació del so del concert es va penjar per a poder descarregar a la web de Rothery com una primera aproximació a l'àlbum que vindria. Steve Hackett (exGenesis) apareix en dos temes i Steven Wilson en un. La portada de l'àlbum va ser dissenyada per Lasse Hoile. El treball complert va ser publicat el 22 de Setembre de 2014.

## Influències i estil
Rothery ha descrit el seu propi estil a la guitarra com una barreja de l'Andrew Latimer, l'Steve Hackett i el David Gilmour. També cita a Joni Mitchell com una influència, especialment el seu ús de sintonitzacions obertes, que creu que va crear un so molt harmònicament ric. També anomena "A Case of You", una cançó de Mitchell, com una de les que més l'ha influenciat. Rothery afegeix: "També en va influenciar molt George Harrison—la lliçó per tocar el que és correcte per a la cançó." D'acord amb Rothery: "Quan estava creixent, sempre m’atreien els músics que tinguessin una qualitat atmosfèrica i emocional pel seu so ... Crec que la guitarra té el poder de comunicar-se emocionalment més que qualsevol altre instrument, i et quedes curt si et centres en la tècnica a canvi de l'emoció. Has d'escoltar amb el cor, així com les orelles."
Barry Cleveland de Guitar Player va afirmar que Rothery "s'especialitza en l'elaboració d'ambientació sonora exuberant amb guitarres en capes i processament d'efectes". Rothery va ser anomenat per Scott Kahn, editor en cap i CEO del lloc web MusicPlayers.com, com un dels grans guitarristes del Rock progressiu, comparant-lo favorablement a John Petrucci, David Gilmour i Alex Lifeson. Kahn el va descriure com "un músic increïblement talentós", el to "segur que apel·la als aficionats amb diversos sons de guitarra", amb "guitarres emplomades amb cors brillants, delays brillants i reverberacions cavernoses", "seccions espacials i blues", així com "ritmes acústics" que ancoren les melodies ". Kahn va identificar a Rothery com "tres sons distintius de marca comercial": un "brillant to d'arpegi net amb dalays digitals", "augment de tons melòdics de plom" i un "to clàssic de blues". Kahn va dir que Rothery "mai va a buscar flaixos importants, sempre toca la cançó i no el seu ego, però quan brilla brilla molt".
El procés de creació dels solos de Rothery amb la seva guitarra és la improvisació. Va mencionar: "Així és sempre com he fet les coses, i alguns dels meus favorits solos —com 'Sugar Mice', 'Easter', i la darrera part de 'This Strange Engine'—van ser compostes al mooment."
El 2001, Rothery va ser votat com a millor guitarrista en una enquesta a la revista Total Guitar amb el 65% dels vots, superant al guitarrista Mick Ronson de la era del Ziggy Stardust de David Bowie, que va quedar segon.

### Equipament
Als 1980s, Rothery feia servir Yamaha SG-2000 i amplificadors Marshall. En una entrevista al 2010 va mencionar que utilitzava una guitarra Blade estil Stratocaster amb pastilles Lindy Fralin, i un model propi del lutier Jack Dent. Les seves guitarres van equipades amb MIDI. Fa un ús extensiu de loops via una configuració que inclou TC Electronic 2290 Dynamic Digital Delays, AdrenaLinn III, i una varietat d'altres efectes enrutats per un controlador fet per Gig-Rig.
El 8 de novembre de 2017 Rothery va presentar la seva nova Blade RH-4, una guitarra d'autor manufacturada per Gary Levinson en un esdeveniment promocional a l'Albert Halls de Bolton.

## Discografia

### Amb Marillion
Steve Rothery apareix en tots els discos que Marillion ha publicat des del seu senzill de debut al 1982; vegeu Marillion#Discografia

### Amb The Wishing Tree
- Carnival of Souls (1996)
- Ostara (2009)

### En solitari
- Live in Plovdiv (Desembre 2013)
- Live in Rome (Agost 2014)
- The Ghosts of Pripyat (Setembre 2014)

### Com a convidat
- Jadis – Jadis (1989, producció)
- Arrakeen – Patchwork (1990, guitarra)
- Rock Against Repatriation – "Sailing" (1990, guitarra)
- Enchant – A Blueprint of the World (1993, producció, guitarra)
- John Wesley – Under the Red and White Sky (1994, guitarra)
- Arena – Crying for Help, The Cry (1994, guitarra)
- Mr. So and So – The Overlap (1998, producció, guitarra)
- John Wesley – The Emperor Falls (1999, guitarra)
- Ian Mosley & Ben Castle – Postmankind (2001, guitarra)
- The Reasoning – Awakening (2007, guitarra)
- Gazpacho – Firebird (2005, guitarra)
- Swallow the Sun – Servant of Sorrow (versió alternativa del single New Moon) (2009, guitarra)
- Edison's Children – In The Last Waking Moments (2011, guitarra)
- Harvest – Chasing Time (2011, guitarra a In Debris)
- Steve Hackett – Genesis Revisited II (2012, guitarra)
- Riccardo Romano Land – B612 (2017, guitarra)
- Steve Hackett – Broken Skies Outspread Wings (2018, guitarra)